# Danske Advokater
Danske Advokater er en brancheorganisation for danske advokatvirksomheder. Organisationen blev stiftet i 2008 i forbindelse med en ændring af Retsplejeloven, der indebar, at den daværende organisation Advokatsamfundet ikke længere kunne varetage aktiviteter som brancheorganisation, men i stedet overgik til at have primær funktion som kontrolinstans for advokatvirksomhederne. 
Som brancheorganisation har Danske Advokater til formål at varetage den danske advokatbranches interesser, herunder at deltage i den offentlige debat om retspolitiske spørgsmål. Danske Advokater arrangerer tillige efteruddannelse for advokater og advokatfuldmægtige, og driver tillige Advokatsekretærskolen.  
Adm. direktør for Danske Advokater er Paul Mollerup, mens Jesper Rothe fra Bech-Bruun er bestyrelsesformand.
Fra 2008 til 2009 var Frank Jensen foreningens direktør.